# Tenedos cufodontii
Tenedos cufodontii är en spindelart som först beskrevs av Eduard Reimoser 1939.  Tenedos cufodontii ingår i släktet Tenedos och familjen Zodariidae. Inga underarter finns listade i Catalogue of Life.